# Hind al-Husseini
Hind al-Husseini, en arabe : هند الحسيني, (1994-1916) est une Palestinienne connue pour avoir sauvé 55 orphelins survivants du massacre de Deir Yassin, commis par les sionistes de l'Irgoun et du Lehi, en 1948, après qu'ils aient été déposés à Jérusalem et abandonnés à leur sort. Elle transforme ensuite le manoir de son grand-père Salim al-Husseini en un orphelinat, Dar Al-Tifel Al-Arabi (it), pour les accueillir, qui devient une école offrant une éducation aux orphelins et autres enfants des villes et villages palestiniens.

## Biographie
Hind al-Husseini naît le 25 avril 1916 à Jérusalem dans l'Empire ottoman. Elle fait partie de la famille al-Husseini et est la cousine du chef militaire palestinien Abd al-Kader al-Husseini. Elle est active dans plusieurs organisations de travail social. Dans les années 1930, Hind al-Husseini rejoint des syndicats étudiants et est membre de la Société de solidarité des femmes. Elle suit des cours de travail social et est éducatrice, devenant directrice d'une école de filles à Jérusalem. Plus tard, dans les années 1940, elle devient coordinatrice de l'Union des femmes arabes,.

## Orphelins
En avril 1948, près de l'église du Saint-Sépulcre, Hind al-Husseini découvre un groupe de 55 enfants, qu'elle incite à rentrer chez eux en raison des dangers que représente la guerre en cours. Peu après, elle revient sur les lieux et constate que les enfants ne sont pas partis. L'un des enfants explique qu'ils n'ont pas de maison où retourner et qu'ils ont survécu au massacre de Deir Yassin, où l'organisation paramilitaire Irgoun a tué leurs familles et détruit leurs maisons
Hind al-Husseini héberge les enfants dans deux chambres louées par la Social Work Endeavour Society, une organisation caritative féminine dirigée par Al-Husseini, et leur rend visite tous les jours, les accompagnant et les nourrissant. Craignant qu'Al-Husseini ne se mette en danger en effectuant ces déplacements dans une région en guerre, le directeur du couvent de Sahyoun la persuade d'emmener les enfants au couvent.
Après le cessez-le-feu, Hind al-Husseini transfère les enfants du couvent au manoir de son grand-père. Le manoir, construit par son grand-père en 1891 et où elle est née, est rebaptisé Dar al-Tifl al-Arabi (Maison des enfants arabes). Elle transforme le manoir en orphelinat pour accueillir les enfants survivants. Elle lève des fonds, qui proviennent du monde entier. L'orphelinat grandit et des orphelins de différents villages et villes y sont scolarisés, y compris deux jeunes filles juives qui n'ont pas été acceptées dans d'autres écoles.

## Culture
L'actrice Hiam Abbass interprète Hind al-Husseini dans le film Miral (2010), réalisé par Julian Schnabel. La vie et l'œuvre de Hind al-Husseini sont le sujet du film, en grande partie à travers la perspective de l'orpheline Rula Jebreal.